# Zemenfes Solomon
Zemenfes Solomon (17 de març de 1997) és un ciclista eritreu. El 2017 aconseguí la victòria final al Tour d'Eritrea.

## Palmarès
- 2015
  -  Campió d'Eritrea júnior en contrarellotge
- 2017
  - Vencedor de 4 etapes al Tour de Faso
- 2017
  - 1r al Tour d'Eritrea i vencedor d'una etapa